# Europäische Solidarität
Die Partei Europäische Solidarität (ukrainisch Європейська Солідарність Jewropeis'ka Solidarnist') ist eine politische Partei in der Ukraine. Zuvor existierte unter dem Namen Solidarnist („Solidarität“) eine vom ehemaligen ukrainischen Präsidenten Petro Poroschenko gegründete Vorgängerpartei, die sich vom  27. August 2014 an Block Petro Poroschenko „Solidarität“ (ukrainisch Бло́к Петра́ Пороше́нка «Солідарність» Blok Petra Poroschenka „Solidarnist“) nannte. 
Die wirtschaftsliberale, Mitte-rechts ausgerichtete Partei tritt für eine Annäherung an die Europäische Union  ein.

## Geschichte
Im Jahr 2000 traten einige Abgeordnete der Vereinten Sozialdemokratischen Partei der Ukraine aus der zugehörigen Parlamentsfraktion aus und gründeten eine eigene Fraktion unter dem Namen Solidarnist. Mehrere Abgeordnete, die 1998 über die Listen Hromada und Bauernpartei in das Parlament eingezogen waren, traten der Fraktion ebenfalls bei. Als Leiter der Fraktion fungierte von Beginn an Petro Poroschenko.

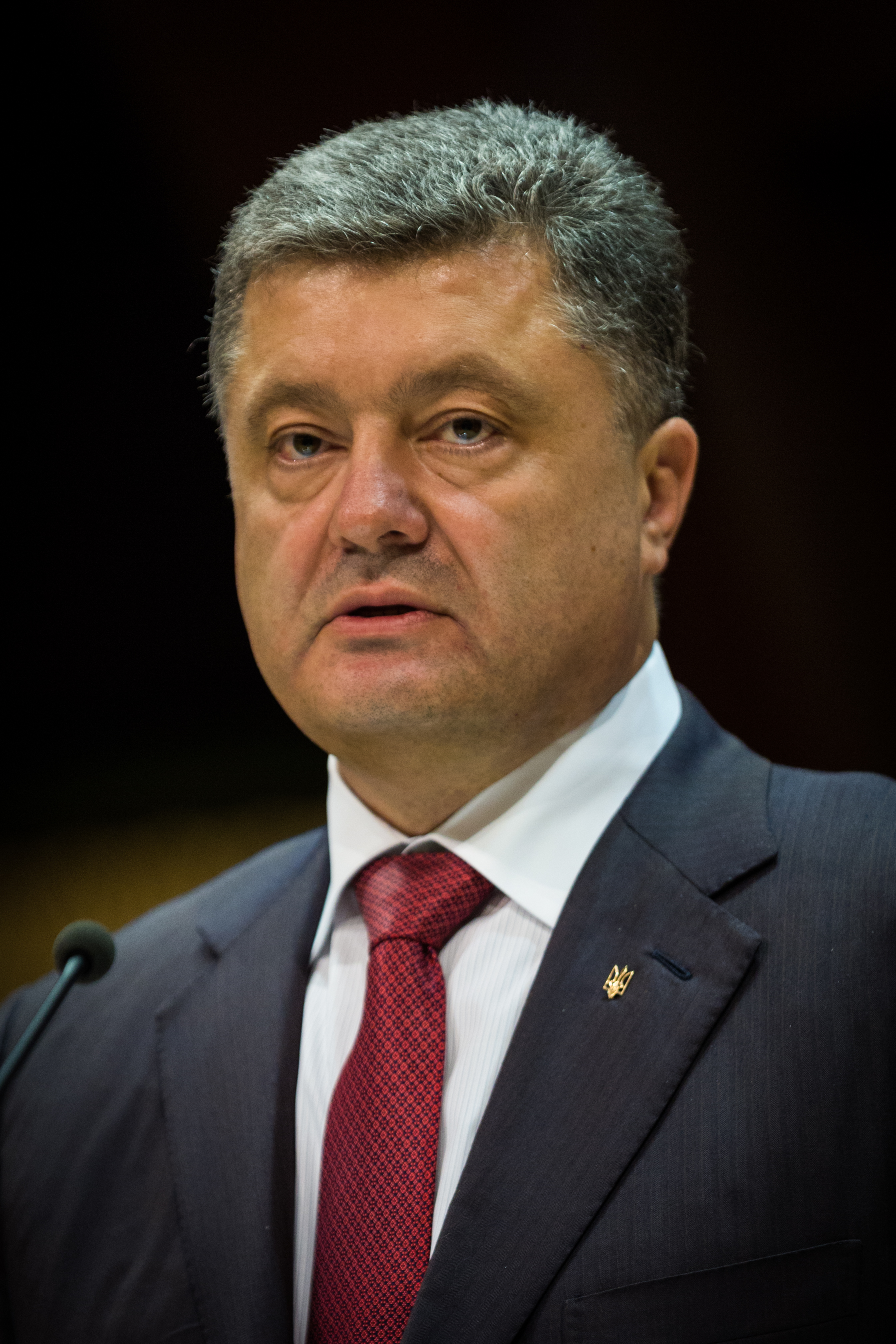
Petro Poroschenko, Gründer der Partei und ehem. Präsident der Ukraine

Am 17. November 2000 vereinigte sich die Fraktion Solidarnist mit fünf weiteren Parteien und Fraktionen zur Partei der Regionen, die in den folgenden Jahren zu einer der wichtigsten Parteien wurde. Poroschenko wurde stellvertretender Vorsitzender der neuen Partei, überwarf sich jedoch schon bald mit der Parteispitze und wollte dem Wahlbündnis Block Unsere Ukraine beitreten. Dazu benötigte er jedoch eine Partei und belebte Solidarnost diesmal als offizielle Partei wieder, die am 28. Februar 2001 gegründet wurde. Sie unterstützte während der Orangen Revolution als Teil des Blocks Unsere Ukraine Wiktor Juschtschenko.
Anschließend führte die Partei ein Schattendasein, beteiligte sich nach den Parlamentswahlen von 2002 an keinen Wahlen mehr oder unterstützte andere Parteien. Aufgrund dieser Inaktivität löschte das Justizministerium das Registrierungszertifikat im Dezember 2013. Anfang 2014 wurde Petro Poroschenko Vorsitzender der Kleinpartei Nationale Allianz der Freiheit und Ukrainischer Patriotismus – Offensive. Faktisch gliederte er sie dabei der formal nicht mehr existierenden Solidarnost ein, auch indem die Partei in All-Ukrainische Union Solidarnost umbenannt wurde, um die Marke Solidarnost fortzuführen. Die Partei bestand ohne Adresse, Telefonnummer oder Internetauftritt.
Erst nach dem Euromaidan und der Wahl Poroschenkos zum Präsidenten wurde sie faktisch wiederbelebt. Da sie allerdings nur über unzureichende Strukturen verfügte, verbündete sie sich mit der Partei UDAR des Kiewer Bürgermeisters Vitali Klitschko, der Poroschenko bereits bei der Präsidentschaftswahl unterstützt hatte. Klitschko wurde Spitzenkandidat bei der Parlamentswahl 2014; andere UDAR-Politiker kandidierten ebenfalls auf der BPP-Liste und füllten diese zu knapp einem Drittel. Dafür wurde Solidarnost am 27. August 2014 in Block Petro Poroschenko umbenannt und die UDAR trat nicht als eigenständige Kraft an. Listenzweiter war der Parteivorsitzende des BPP, Jurij Luzenko, ehemaliger Innenminister als Mitglied der Vaterlandspartei und unter Janukowytsch von Dezember 2010 bis April 2013 inhaftiert. Auf Platz drei folgte Olha Bohomolez, eine Ärztin und ehemalige Kiewer Stadträtin, die während der Majdan-Proteste zahlreiche Verletzte behandelt hatte und bei der Präsidentschaftswahl auf 1,91 % der Stimmen gekommen war. Platz vier wurde von Wolodymyr Hrojsman belegt, der zeitweise stellvertretender Ministerpräsident war und als solcher im Juli 2014 kurzzeitig die ukrainische Regierung geführt hatte. Für den fünften Platz wurde Mustafa Dschemiljew nominiert, der bis 2013 den Medschlis des Krimtatarischen Volkes geführt hatte und nach der Annexion der Halbinsel die Krim verlassen hatte. Die Listenplätze sechs bis zehn belegen Julij Mamtschur, Oberst der ukrainischen Luftwaffe, Maria Matios, Mykola Tomenko, Iryna Heraschtschenko und Witalij Kowaltschuk. Listenplatz 11 hatte der Minister für Bildung und Wissenschaft der Ukraine Serhij Kwit, der nach der Wahl in diesem Amt bestätigt wurde.
Bei der Parlamentswahl wurde sie nach Wählerstimmen zweitstärkste Partei hinter der Volksfront, gewann trotzdem die meisten Sitze und nahm mit dieser Koalitionsverhandlungen zum Zweck einer Regierungsbildung auf. In dem im Dezember 2014 gebildeten Kabinett Jazenjuk II stellt die Partei elf Minister, darunter den Außen-, Finanz-, Wirtschafts- und Verteidigungsminister.
Am 28. August 2015 vereinigte sich die Partei mit Vitali Klitschkos Partei UDAR. Klitschko wurde zum Vorsitzenden der neuen Partei gewählt und rief andere Parteien dazu auf, sich ebenfalls dem neuen Bündnis anzuschließen.
Seit 2019 führt Poroschenko wieder die Partei.
Bei der Parlamentswahl in der Ukraine 2019 verlor die Partei stark und erreichte noch 8,1 % der Stimmen.   